# アカイトリノムスメ
アカイトリノムスメ（欧字名:Akaitorino Musume、2018年4月16日 - ）は、日本の競走馬・繁殖牝馬。主な勝ち鞍は2021年の秋華賞、クイーンカップ。
馬名は「赤い鳥（アパパネ）の娘」である事に由来（母名より連想）。

## 競走馬時代

### デビュー前
2018年4月16日、北海道安平町のノーザンファームで誕生。父ディープインパクト、母アパパネと両親共に三冠馬で、本馬はその4番仔であり、母の産駒で初めて牝馬として生まれた。両親や兄弟と同じく金子真人ホールディングスの所有馬となり、美浦の国枝栄厩舎に入厩した。

### 2歳（2020年）
8月2日に新潟競馬場で行われた2歳新馬戦に戸崎圭太鞍上でデビュー。1番人気に推されたが7着に敗れる。その後一息入れて、2戦目の未勝利戦で初勝利を収めた。
続く赤松賞（1勝クラス）では後方からの競馬となるも、直線で馬群を割って進出し優勝（鞍上は横山武史騎手）。未勝利戦から連勝で2勝目を挙げた。2歳時に出走した3走は、いずれも芝左回りのマイルのレースであった。

### 3歳（2021年）
初戦にはクイーンカップを選択し、2番人気の支持を受けた。レースでは直線で2着アールドヴィーヴルとの競り合いをクビ差で制し優勝。3連勝で重賞初制覇を果たした。
母アパパネとの親子制覇に挑んだ桜花賞は、主戦の戸崎圭太がドバイ遠征に伴う、新型コロナウイルスによる影響による隔離期間と重なったため、横山武史騎乗で好位追走から直線伸びるも4着止まり。親子制覇とはならなかったが優駿牝馬への優先出走権は確保した。
5月23日に行われた優駿牝馬 (オークス：東京芝2400m) では白毛で無敗の桜花賞馬ソダシに次ぐ2番人気 (単勝オッズ4.5倍)に支持された。横山武史がククナ (7着馬)に騎乗するため、鞍上はC.ルメールに乗り替わった。「ペースが遅くかかっていた」(ルメール)が、「ラスト300mで伸び」(同)、樫の女王の座を3番人気のユーバーレーベンに譲ったが、2着は確保した。
次走は秋華賞へ直行、鞍上も主戦の戸崎圭太に戻る。迎えたレース当日、好スタートを切り直線でファインルージュを差し切って優勝し、アパパネについで史上初の母娘制覇を達成した。また、同一調教師が管理した母子による同一GIレース勝利も史上初である。
11月14日、母アパパネが唯一勝てなかった国内牝馬限定GIエリザベス女王杯は道中好位から運んだが先行勢に厳しいレース展開となり、直線で伸びを欠き7着に敗れた。

### 4歳（2022年）
年明けの初戦は、4月9日阪神牝馬ステークス(GII)に出走を表明した。鞍上に戸崎圭太を迎えた。本馬場入場をしたものの、右後肢跛行を発症し返し馬をせずに引き返し、競走除外となった。馬場入りの際にトンネル出口で尻っぱねをし、壁に右トモをぶつけて外傷を負ったという。その後、右第3趾骨々折を発症していることが判明した。
その後5月12日付で競走馬登録を抹消され、繁殖牝馬となる。

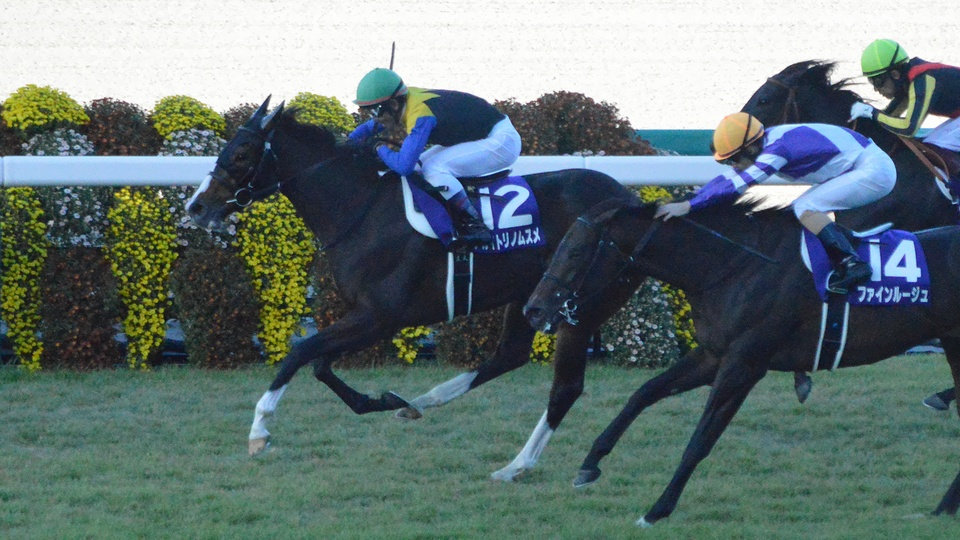
秋華賞
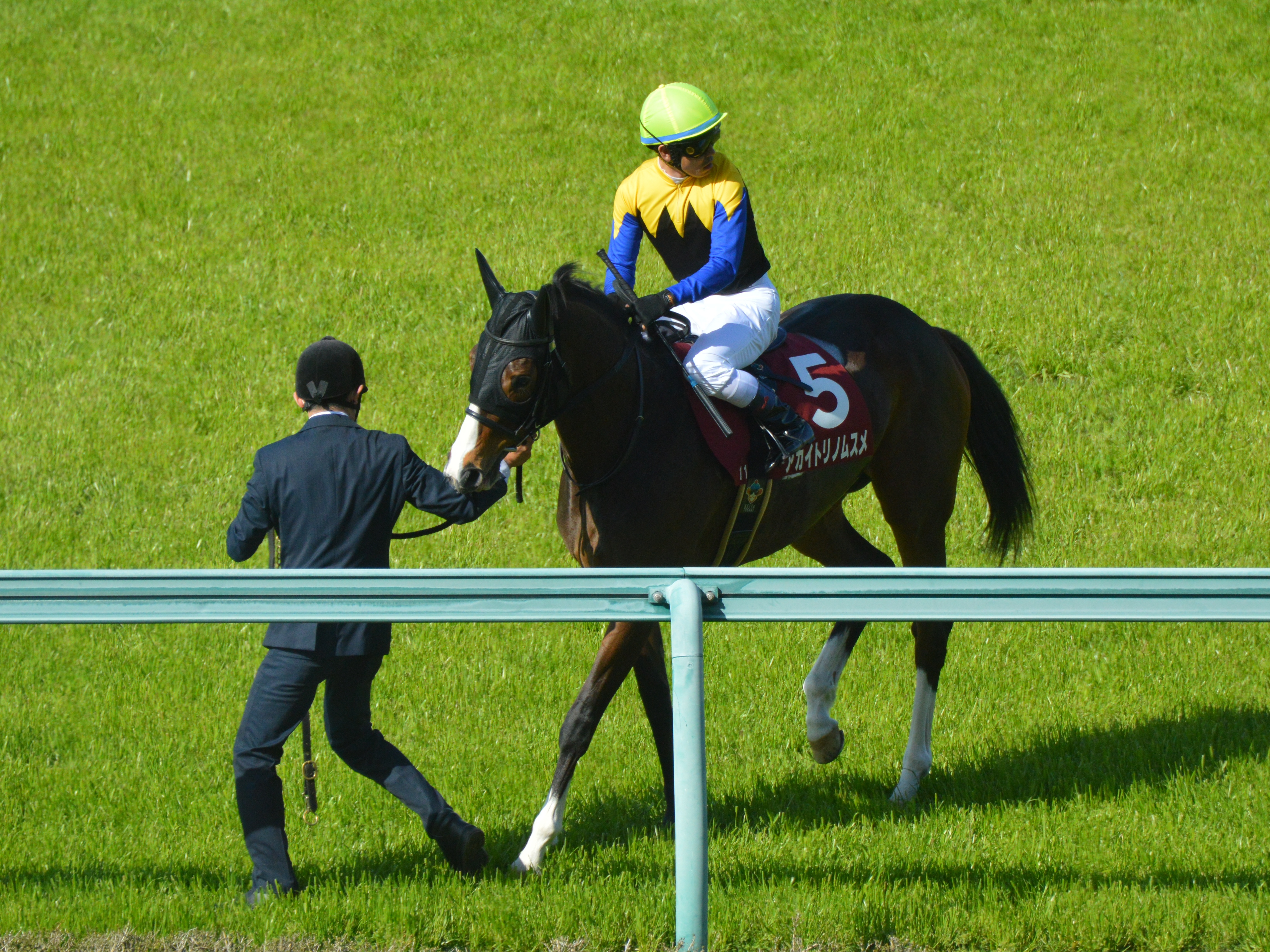
阪神牝馬S

## 競走成績
以下の内容はnetkeiba.comの情報に基づく。
| 競走日     | 競馬場 | 競走名           | 格   | 距離（馬場）  | 頭数 | 枠番 | 馬番 | オッズ（人気） | 着順 | タイム（上り3F） | 着差 | 騎手        | 斤量[kg] | 1着馬（2着馬）         | 馬体重[kg] |
| ---------- | ------ | ---------------- | ---- | ------------- | ---- | ---- | ---- | -------------- | ---- | ---------------- | ---- | ----------- | -------- | ---------------------- | ---------- |
| 2020.08.02 | 新潟   | 2歳新馬          |      | 芝1600m（良） | 18   | 5    | 9    | 002.50（1人）  | 07着 | R1:36.8（34.3）  | -1.2 | 0戸崎圭太   | 54       | ハヴァス               | 440        |
| 0000.10.17 | 東京   | 2歳未勝利        |      | 芝1600m（稍） | 14   | 8    | 13   | 004.50（2人）  | 01着 | R1:35.9（34.7）  | -0.2 | 0戸崎圭太   | 54       | （レーヴドゥラプレリ） | 444        |
| 0000.11.22 | 東京   | 赤松賞           | 1勝  | 芝1600m（良） | 10   | 5    | 5    | 003.10（1人）  | 01着 | R1:34.5（33.9）  | -0.2 | 0横山武史   | 54       | （メイサウザンアワー） | 446        |
| 2021.02.13 | 東京   | クイーンC        | GIII | 芝1600m（良） | 16   | 3    | 6    | 004.90（2人）  | 01着 | R1:33.3（34.4）  | -0.0 | 0戸崎圭太   | 54       | （アールドヴィーヴル） | 450        |
| 0000.04.11 | 阪神   | 桜花賞           | GI   | 芝1600m（良） | 18   | 3    | 5    | 010.50（4人）  | 04着 | R1:31.3（33.9）  | -0.2 | 0横山武史   | 55       | ソダシ                 | 444        |
| 0000.05.23 | 東京   | 優駿牝馬         | GI   | 芝2400m（良） | 18   | 4    | 7    | 004.50（2人）  | 02着 | R2:24.6（34.4）  | -0.1 | 0C.ルメール | 55       | ユーバーレーベン       | 450        |
| 0000.10.17 | 阪神   | 秋華賞           | GI   | 芝2000m（良） | 16   | 6    | 12   | 008.90（4人）  | 01着 | R2:01.2（35.9）  | -0.1 | 0戸崎圭太   | 55       | （ファインルージュ）   | 448        |
| 0000.11.14 | 阪神   | エリザベス女王杯 | GI   | 芝2200m（良） | 17   | 2    | 3    | 003.40（2人）  | 07着 | R2:12.6（36.7）  | 0.5  | 0戸崎圭太   | 54       | アカイイト             | 452        |
| 2022.04.09 | 阪神   | 阪神牝馬S        | GII  | 芝1600m（良） | 11   | 5    | 5    |                | 除外 |                  |      | 0戸崎圭太   | 56       | メイショウミモザ       | 454        |

## 繁殖成績
|      | 馬名                     | 生年   | 性 | 毛色 | 父                       | 馬主 | 厩舎 | 戦績 |
| ---- | ------------------------ | ------ | -- | ---- | ------------------------ | ---- | ---- | ---- |
| 初仔 | アカイトリノムスメの2024 | 2024年 | 牝 | 鹿毛 | ブリックスアンドモルタル |      |      |      |

- 2024年9月25日現在

## エピソード
- 担当する福田好訓助手からは「ムスメ」と呼ばれている。[17]
- 安藤勝己は自身の記事で、母・アパパネから勝負強さを受け継いだ旨を語っている[18]。

## 血統表
| アカイトリノムスメの血統        | アカイトリノムスメの血統                               | アカイトリノムスメの血統 | （血統表の出典）     | （血統表の出典）  |
| 父系                            | サンデーサイレンス系                                   | サンデーサイレンス系     | サンデーサイレンス系 | [ § 2 ]           |
| 父 ディープインパクト 2002 鹿毛 | 父の父*サンデーサイレンス Sunday Silence 1986 青鹿毛   | Halo                     | Hail to Reason       | Hail to Reason    |
| 父 ディープインパクト 2002 鹿毛 | 父の父*サンデーサイレンス Sunday Silence 1986 青鹿毛   | Halo                     | Cosmah               |                   |
| 父 ディープインパクト 2002 鹿毛 | 父の父*サンデーサイレンス Sunday Silence 1986 青鹿毛   | Wishing Well             | Understanding        | Understanding     |
| 父 ディープインパクト 2002 鹿毛 | 父の父*サンデーサイレンス Sunday Silence 1986 青鹿毛   | Wishing Well             | Mountain Flower      |                   |
| 父 ディープインパクト 2002 鹿毛 | 父の母*ウインドインハーヘア Wind in Her Hair 1991 鹿毛 | Alzao                    | Lyphard              | Lyphard           |
| 父 ディープインパクト 2002 鹿毛 | 父の母*ウインドインハーヘア Wind in Her Hair 1991 鹿毛 | Alzao                    | Lady Rebecca         |                   |
| 父 ディープインパクト 2002 鹿毛 | 父の母*ウインドインハーヘア Wind in Her Hair 1991 鹿毛 | Burghclere               | Busted               | Busted            |
| 父 ディープインパクト 2002 鹿毛 | 父の母*ウインドインハーヘア Wind in Her Hair 1991 鹿毛 | Burghclere               | Highclere            |                   |
| 母 アパパネ 2007 鹿毛           | 母の父キングカメハメハ 2001 鹿毛                       | Kingmambo                | Mr. Prospector       | Mr. Prospector    |
| 母 アパパネ 2007 鹿毛           | 母の父キングカメハメハ 2001 鹿毛                       | Kingmambo                | Miesque              |                   |
| 母 アパパネ 2007 鹿毛           | 母の父キングカメハメハ 2001 鹿毛                       | *マンファス              | *ラストタイクーン    | *ラストタイクーン |
| 母 アパパネ 2007 鹿毛           | 母の父キングカメハメハ 2001 鹿毛                       | *マンファス              | Pilot Bird           |                   |
| 母 アパパネ 2007 鹿毛           | 母の母*ソルティビッド Salty Bid 2000 栗毛              | Salt Lake                | Deputy Minister      | Deputy Minister   |
| 母 アパパネ 2007 鹿毛           | 母の母*ソルティビッド Salty Bid 2000 栗毛              | Salt Lake                | Take Lady Anne       |                   |
| 母 アパパネ 2007 鹿毛           | 母の母*ソルティビッド Salty Bid 2000 栗毛              | Piper Piper              | Spectacular Bid      | Spectacular Bid   |
| 母 アパパネ 2007 鹿毛           | 母の母*ソルティビッド Salty Bid 2000 栗毛              | Piper Piper              | Alvarada             |                   |
| 母系(F-No.)                     | (FN:9-f)                                               | (FN:9-f)                 | (FN:9-f)             | [ § 3 ]           |
| 5代内の近親交配                 | なし                                                   | なし                     | なし                 | [ § 4 ]           |
| 出典                            | 1. 2. 3. 4.                                            | 1. 2. 3. 4.              | 1. 2. 3. 4.          | 1. 2. 3. 4.       |

- 母の初仔の全兄モクレレは中央競馬で4勝を挙げている[21]。
- 同2番仔の全兄ジナンボーはオープン馬で、2019年・2020年の新潟記念2着などの実績がある[22]。
- 同3番仔の全兄ラインベックは東風ステークスや2歳オープン競走の中京2歳ステークスを制している[23]。